# Lithospermum johnstonii
Lithospermum johnstonii är en strävbladig växtart som beskrevs av J.I.Cohen. Lithospermum johnstonii ingår i släktet stenfrön, och familjen strävbladiga växter. Inga underarter finns listade i Catalogue of Life.